# مجلس جلبوع الإقليمي
المجلس الإقليمي الجلبوع ( العبرية: מועצה אזורית הגלבוע ، Mo'atza Azorit Gilbo'a ) هو المجلس الإقليمي في شمال إسرائيل، وتقع على سفوح جلبوع سلسلة جبال يطلق عليها اسم جبال فقوعة بالعربية. وتقع بالقرب منه قرية جلبون وقرية فقوعة الفلسطينية. هناك أكثر من 22,000 مواطن 38 بلدة اعتبارا من عام 2007. مساحة المنطقة حوالي 250,000 دونم.
يحدها من الشمال والغرب من وادي يزرعيل (أو زرعين) بمرج ابن عامر والمجلس الإقليمي وادي يزرعيل، ومن الجنوب جبال السامرة، وعلى الجانب الشرقي وادي بيسان والمجلس الإقليمي وادي بيسان.

## البلدات
البلدات التالية تابعة للمجلس الإقليمي جلبوع:
| كيبوتس - بيت الفا - بيت هاشيطا (شطة) - عين حارود (ايحود) - عين حارود (ميئوحاد) - جيفع - حفتسيبا - تل يوسف - يزراعل | موشاف - اديريم - افيتال - باراك - دفورا - غديش - كفار يحزيكل - ماغين شاؤول - ميتاف - مليا - برزون - رامون - رامات تسفي | القرى الاشتراكية - غان نير - غدعونا - مركز حافير - مركز اومان - مركز يعيل - موليدت - نير يافي | القرى العربية - مقيبلة - الناعورة - صندلة - طمرة(مرج ابن عامر) - الطيبة(مرج بن عامر) | بلدات زراعية - نوريت 1. 2. 3. 4. |